# Macrognathus maculatus
Macrognathus maculatus är en fiskart som först beskrevs av Cuvier 1832.  Macrognathus maculatus ingår i släktet Macrognathus och familjen Mastacembelidae. IUCN kategoriserar arten globalt som livskraftig. Inga underarter finns listade i Catalogue of Life.